# Zutomayo
Zutto Mayonaka de Iinoni. (яп. ずっと真夜中でいいのに。 дзутто маёнака дэ иинони., «Хочу, чтобы всё время была полночь.»), более известная как Zutomayo (яп. ずとまよ дзутомаё), — японская рок-группа, дебютировавшая в 2018 году. Полный список её участников неизвестен, и каждый раз при написании и исполнении музыки и создании видеоклипов указываются разные люди. Известен только один постоянный участник — вокалистка с псевдонимом Аканэ (яп. ACAね, ACA-Ne).

## История
4 июня 2018 года Zutomayo выпустила на YouTube первую песню — «Byoshin o Kamu» (яп. 秒針を噛む бё:син о каму), которая быстро стала хитом, набрав 200 000 просмотров в течение недели. После того как композиция вышла на стриминговых платформах 30 августа, она стала самой прослушиваемой в этом формате песней этой недели в Японии. Вскоре группа провела свой первый концерт в Daikanyama Loop в Токио. Посетителям раздавали полупрозрачные очки, а мероприятие на всём его протяжении проходило в темноте. 14 ноября вышел дебютный мини-альбом Tadashii Itsuwari Kara no Kisho (яп. 正しい偽りからの起床 тадасий ицувари кара но кисё:), достигший 8-го места в еженедельном хит-параде Oricon и номинировавшийся на награду CD Shop Awards.
5 июня 2019 года был выпущен второй мини-альбом Ima wa Ima de Chikai wa Emi de (яп. 今は今で誓いは笑みで има ва има дэ тикаи ва эми дэ), возглавивший чарт Oricon. В конце июля Zutomayo выступила на фестивале Fuji Rock Festival. 30 октября вышел первый студийный альбом группы — Hisohiso Banashi (яп. 潜潜話 хисохисо банаси). Две песни из него, «Darken» и «Hypersomnia», использовались в игровом фильме по мотивам манги The Night Beyond the Tricornered Window.
В сентябре 2022 года Zutomayo выпустила песни «Kiete Shimai Sou Desu» (яп. 消えてしまいそうです киэтэ симаи со: дэсу) и «Natsugare» (яп. 夏枯れ нацугарэ), которые использовались в аниме-фильме Drifting Home, причём первая в качестве заключительной заставки. Песня «Zanki» (яп. 残機 дзанки) является одной из финальных тем аниме-сериала Chainsaw Man, премьера которого состоялась 12 октября.

## Стиль
Zutomayo в основном играет рок-музыку, часто с замысловатыми, вдохновлёнными фанком басовыми партиями. Обозреватели характеризуют голос Аканэ как «энергичный», «выразительный» и «нежный».
Группа примечательна своей секретностью. Кроме вокалистки Аканэ, неизвестно, сколько человек состоят в коллективе. Аканэ никогда не показывала лицо, в то время как на концертах другие музыканты исполняют музыку за полупрозрачным экраном. Музыкальные журналисты отмечали, что такой имидж, основанный на тайности, способствует популярности Zutomayo.

## Дискография

### Синглы
| Год выпуска | Название                                 | Высшие позиции | Сертификация         | Альбом           |
| Год выпуска | Название                                 | Japan Hot 100  | Сертификация         | Альбом           |
| ----------- | ---------------------------------------- | -------------- | -------------------- | ---------------- |
| 2018        | «Byoshin o Kamu» (秒針を噛む)            | 42             | - платина (стриминг) | Hisohiso Banashi |
| 2018        | «Noriue no Cracker» (脳裏上のクラッカー) | —              |                      | Hisohiso Banashi |
| 2018        | «Humanoid» (ヒューマノイド)              | —              |                      | Hisohiso Banashi |
| 2019        | «Mabushii DNA Dake» (眩しいDNAだけ)      | 97             |                      | Hisohiso Banashi |
| 2019        | «Seigi» (正義)                           | —              |                      | Hisohiso Banashi |
| 2019        | «Kettobashita Mofu» (蹴っ飛ばした毛布)   | —              |                      | Hisohiso Banashi |
| 2020        | «Obenkyo Shitoite yo» (お勉強しといてよ) | 20             | - серебро (стриминг) | Gusare           |
| 2020        | «Darken» (暗く黒く)                      | 69             |                      | Gusare           |
| 2020        | «Hunch Gray» (勘ぐれい)                  | 50             |                      | Gusare           |
| 2020        | «Can’t Be Right» (正しくなれない)        | 22             | - золото (стриминг)  | Gusare           |
| 2021        | «Inside Joke» (あいつら全員同窓会)       | 16             |                      | —                |
| 2021        | «Stay Foolish» (ばかじゃないのに)        | 45             |                      | —                |
| 2022        | «Mirror Tune» (ミラーチューン)           | —              |                      | —                |

### Мини-альбомы
| Дата выпуска    | Название                                               | Высшие позиции | Высшие позиции | Продажи |
| Дата выпуска    | Название                                               | Oricon         | Japan Hot 100  | Продажи |
| --------------- | ------------------------------------------------------ | -------------- | -------------- | ------- |
| 14 ноября 2018  | Tadashii Itsuwari Kara no Kisho (正しい偽りからの起床) | 8              | 3              | 18 032  |
| 12 июня 2019    | Ima wa Ima de Chikai wa Emi de (今は今で誓いは笑みで)  | 1              | 1              | 25 217  |
| 5 августа 2020  | Hogaraka na Hifu tote Fufuku (朗らかな皮膚とて不服)    | 2              | 2              | 31 349  |
| 16 февраля 2022 | Nobi Shigusa Korite Itomagoi (伸び仕草懲りて暇乞い)    | 1              | 1              | 23 266  |

### Студийные альбомы
| Дата выпуска    | Название                  | Высшие позиции | Высшие позиции | Продажи |
| Дата выпуска    | Название                  | Oricon         | Japan Hot 100  | Продажи |
| --------------- | ------------------------- | -------------- | -------------- | ------- |
| 30 октября 2019 | Hisohiso Banashi (潜潜話) | 5              | 4              | 33 724  |
| 10 февраля 2021 | Gusare (ぐされ)           | 2              | 2              | 52 654  |